# CAE 130
Le CAE 130 est le nom d'un ordinateur fabriqué à partir de 1964 par la Compagnie européenne d'automatisme électronique pour le marché militaire, en particulier le char Pluton.

## Éléments techniques
Le CAE 130 et le CAE 510 avaient exactement la même technologie, mais la version militaire, plus récente, était plus robuste, plus renforcée. La Compagnie européenne d'automatisme électronique fabriquait depuis 1962 le CAE 510, adaptation de la Ramo-Wooldridge RW 530, appelée aussi TRW 530, de Simon Ramo et Dean Wooldridge, destinée au marché civil. Les bureaux et la production sont répartis dans Boulogne-Billancourt.
Puis un département militaire se monte sous la direction de M. Bacot, dans un petit bâtiment, avec un grand garage, un peu à l’écart. Pour le marché militaire, la CAE commence vers 1964 la fabrication du "CAE 130", adapté du TRW 130. Le TRW 130 avait été développé aux États-Unis dans le cadre du "Naval Technical Data Systems", mais le CAE 130 permettra à ses équipes de se voir confier l’équipement du nouveau Char de combat principal Pluton lors de sa fusion avec la CII.